# Chiruromys
Chiruromys ist eine Gattung von Altweltmäusen, die auf Neuguinea, dem nahe gelegenen Louisiade-Archipel, den D’Entrecasteaux-Inseln, Goodenough sowie auf Fergusson und Normanby heimisch ist.

## Allgemeines
Zu dieser Gattung gehören kleine rattenähnliche Tiere mit langen Schwänzen, die an eine arboreale Lebensweise angepasst sind. Die Kopf-Rumpflänge beträgt zwischen 8,4 und 17,5 Zentimeter, die Schwanzlänge 12,8 bis 24,5 Zentimeter und das Gewicht 23 bis 122 Gramm (Nowak, 1999). Das Fell ist rötlich, gräulich oder bräunlich und der Bauch ist weiß. Sie leben in Wäldern und verbringen den größten Teil ihres Lebens im Laubdach der Bäume. Ihre Nahrung besteht überwiegend aus jungen Blättern. Die Weibchen besitzen sechs Zitzen. Der Wurf besteht aus ein bis drei Jungen, die in einer Baumhöhle zur Welt kommen.
Laut IUCN ist keine der Arten gefährdet.

## Systematik
Chiruromys galt lange Zeit als Untergattung der Greifschwanzratten (Pogonomys). Durch Analysen der Morphologie und der Chromosomen fanden die australischen Wissenschaftler Elizabeth Dennis und Jim Menzies 1979 heraus, dass die beiden Taxa nicht nahe miteinander verwandt sind und klassifizierten Chiruromys als eigenständige Gattung. Musser & Carleton (2005) klassifizierten die Gattung in der Pogonomys-Gruppe, einer vorwiegend auf Neuguinea beheimateten Radiation der Altweltmäuse.
Folgende Arten sind bekannt:
- Große Baumratte (Chiruromys forbesi)
- Kleine Baumratte (Chiruromys vates)
- Breitkopfbaumratte (Chiruromys lamia)

Eine vierte, bislang unbeschriebene Art ist im Louisiade-Archipel endemisch.